# Sillas
Sillas é uma comuna francesa na região administrativa da Nova Aquitânia, no departamento da Gironda. Estende-se por uma área de 7,69 km². Em 2010 a comuna tinha 123 habitantes (densidade: 16 hab./km²).

## História
Antes de sua oficialização como comuna, a paróquia de Sillas fazia parte do bispado de Bazas e dependia do senhorio de Lerm. Durante a Revolução Francesa, a paróquia de Saint-Vincent d'Heulies e seu anexo, Notre-Dame de Sillas, formaram a comuna de Sillas.